# موریس جفرز
موریس جفرز (انگلیسی: Maurice Jeffers؛ زادهٔ ۳ آوریل ۱۹۷۹) بازیکن بسکتبال اهل ایالات متحده آمریکا است.
از باشگاه‌هایی که در آن بازی کرده‌است می‌توان به باشگاه فوتبال لانوس اشاره کرد.